# Проспект Романа Шухевича
Проспект Романа Шухевича — проспект у Дніпровському і Деснянському районах міста Києва, місцевість Чорторий, розділяє житлові масиви Райдужний, Кибальчич та Виґурівщина-Троєщина. Пролягає від Північного мосту до вулиць Рональда Рейгана, Героїв Енергетиків і Братиславської. До початку 1980-х років пролягав до Воскресенського проспекту.
Прилучаються вулиці Оноре де Бальзака, Петра Вершигори, Райдужна, проспекти Червоної Калини, Воскресенський, Керченська площа та вулиця Миколи Кибальчича. Є частиною Малої окружної дороги.

## Історія
Виник у 1975 році під назвою Новий проспект. До початку 1980-х років пролягав до Воскресенського проспекту ( тоді - бульвару Перова).
З 31 березня 1975 по 2017 рік проспект мав назву Проспект Генерала Ватутіна на честь російського радянського державного та військового діяча Миколи Ватутіна. 
З 1979 по 1984 рік відбувалась основна житлова забудова, що й до нині існує лише з парного боку проспекту. А, саме мікрорайон Кибальчич та 3-й мікрорайон Райдужного масиву. 
У 2015 році проспектом проклали єдиний у Києві офіційний велосипедний маршрут "житловий масив Троєщина — Європейська площа".
У 2017 році проспект перейменували з Проспект Генерала Ватутіна на Проспект Романа Шухевича на честь українського державного та військового діяча Романа Шухевича.
Уздовж проспекту з непарного боку розташований ланцюжок озер, що використовувалися при будівництві житлового масиву Виґурівщина-Троєщина як технічні водойми для намиву піску. У 2018 році біля двох озер між вулицею Оноре де Бальзака і проспектом Червоної Калини упорядковано новий парк.

## Процес перейменування на «Проспект Романа Шухевича»
Громадські слухання стосовно перейменування розпочалися в березні 2016 року. Під час обговорення на вебпорталі Київської міської державної адміністрації, що відбулося навесні 2018 року, більшість учасників підтримали пропозицію перейменувати проспект на честь українського державного та військового діяча Романа Шухевича. У грудні 2016 року на пленарному засіданні Київської міської ради депутати не змогли ухвалити рішення про перейменування, оскільки проект не набрав необхідної кількості голосів. 
На пленарному засіданні Київської міської ради 1 червня 2017 року ухвалено рішення перейменувати проспект. Проти цього рішення виступили кілька впливових українських євреїв, як от журналіст Дмитро Гордон, директор Українського єврейського комітету Едуард Долінський тощо та Кнесет Ізраїлю.
До Окружного адміністративного суду міста Києва відразу ж було подано позов № 826/11910/16 проросійськими ГО «Антифашистська правозахисна ліга» (керівник Ірина Бережна) та «Єврейська правозахисна група» (керівник Борис Фуксман) щодо скасування рішення про перейменування. Окружного адміністративного суду міста Києва в особі судді Руслана Арсірія ухвалою від 12 червня 2017 року заборонив Київській міській раді подавати на підпис та публікувати рішення сесії депутатів Київської міської ради від 1 червня 2017 року щодо перейменування проспекту Генерала Ватутіна на проспект Романа Шухевича до ухвалення рішення по справі.
Наприкінці червня 2017 року під час відзначення 110 років з дня народження Романа Шухевича тодішній міністр культури Євген Нищук наголосив що "всі судові процедури пройдені, і від сьогодні [...] проспект Ватутіна офіційно перейменовано в проспект Шухевича",  а тодішній секретар Київської міської ради Володимир Прокопів підтвердив, що рішення про перейменування було оприлюднено на офіційному сайті Київської міськради та вже начебто набуло чинності, однак згідно з тогочасним законодавством та текстом проголосованого проекту рішення Київради набуває чинності після офіційного оприлюднення в газеті «Хрещатик».
Ухвалами Київського апеляційного адміністративного суду від 20 липня 2017 року та Вищого адміністративного суду України від 15 серпня 2017 року залишено без змін ухвалу суду першої інстанції, якою Київраду зобов'язано тимчасово не здійснювати офіційну публікацію рішення про перейменування в газеті «Хрещатик» до закінчення розгляду справи. 
У серпні 2017 року Київрада подала касаційну скаргу до Вищого адміністративного суду України на ухвали Окружного адміністративного суду міста Києва від 12 червня 2017 року та Київського апеляційного адміністративного суду від 20 липня 2017 року, в якій, посилаючись на допущені судами порушення норм матеріального та процесуального права, просила скасувати ухвалені судові рішення судів першої та апеляційної інстанцій. Вищий адміністративний суд України 20 серпня 2017 року у відкритті відповідного касаційного провадження Київраді відмовив. 16 квітня 2018 року стало відомо, що розгляд справи № 826/11910/16 знову перенесли, оскільки до справи долучилися нові учасники: Український інститут національної пам'яті та неназвана партія та громадська організація.
Наприкінці червня 2018 року під час відзначення 111 років з дня його народження Романа Шухевича тодішній міністр культури Євген Нищук ще раз повторив своє минулорічне зауваження, що «всі судові процедури пройдені, і відсьогодні [...] проспект Ватутіна офіційно перейменовано в проспект Шухевича».
На початку серпня 2018 року стало відомо, що суддею у справі № 826/11910/16 було призначено Олесю Чудак замість Руслана Арсірія. 16 листопада 2018 року новий суддя Чудак задовольнила нове клопотання позивачів (неурядові організації Бережної та Фуксмана) про зміну предмета позову, оскільки позивачі нібито «не знали» про те, що рішення про перейменування проспекту Московського на проспект Бандери вже набуло чинності у зв'язку з його опублікуванням у газеті «Хрещатик» 9 серпня 2016 року. У середині серпня 2018 року мати Ірини Бережної, Олена Бережна, заявила, що мер Києва, відповівши на запит спілки ветеранів Києва повідомленням, що проспект уже перейменовано на «Проспект Романа Шухевича», порушив рішення суду.
У листопаді 2018 у деяких ЗМІ з'явилася інформація про нібито скасування судом рішення Київради про перейменування проспекту Генерала Ватутіна на проспект Романа Шухевича. Згодом наприкінці листопада 2018 року цю інформацію спростували у КМДА, а пізніше цю інформацію також спростував член Комісії з питань найменувань Києва Тиміш Мартиненко-Кушлянський.
25 червня 2019 року Окружний адміністративний суд міста Києва скасував рішення Київської міської ради про перейменування київських проспектів Московського та Генерала Ватутіна на проспекти Степана Бандери та Романа Шухевича. 1 серпня 2019 року Український інститут національної пам'яті подав апеляційну скаргу, й відповідно до закінчення розгляду цієї скарги в апеляційній інстанції рішення Окружного адмінсуду не чинне.
9 грудня 2019 року Шостий апеляційний адміністративний суд підтвердив законність рішень Київської міської ради про перейменування Московського проспекту і проспекту Генерала Ватутіна в Києві на проспекти Степана Бандери та Романа Шухевича. Герой України Іван Драч висловлювався проти цих перейменувань.

## Установи та заклади
- Середня школа № 325 «Щастя» (22-б)
- Дитячий садок № 671 (22-в)
- Дитячий садок № 247 (26-а)
- Бібліотека № 137 (4-а)
- Відділення Укрпошти № 223 (2-а)
- Безіменний парк (5-а)
- ТРЦ «SkyMall» (2-т)
- Парк «Муромець»
- Пляж «Чорторий»

## Демонтовані анотаційні дошки

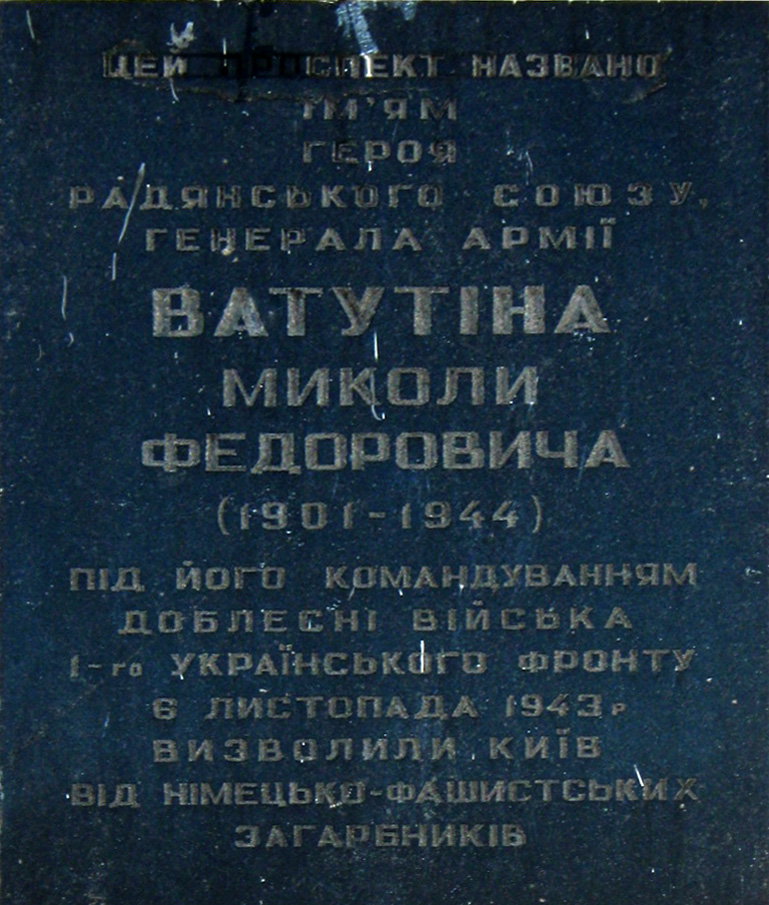
Анотаційна дошка на будинку № 2 (демонтована у вересні 2020 року)
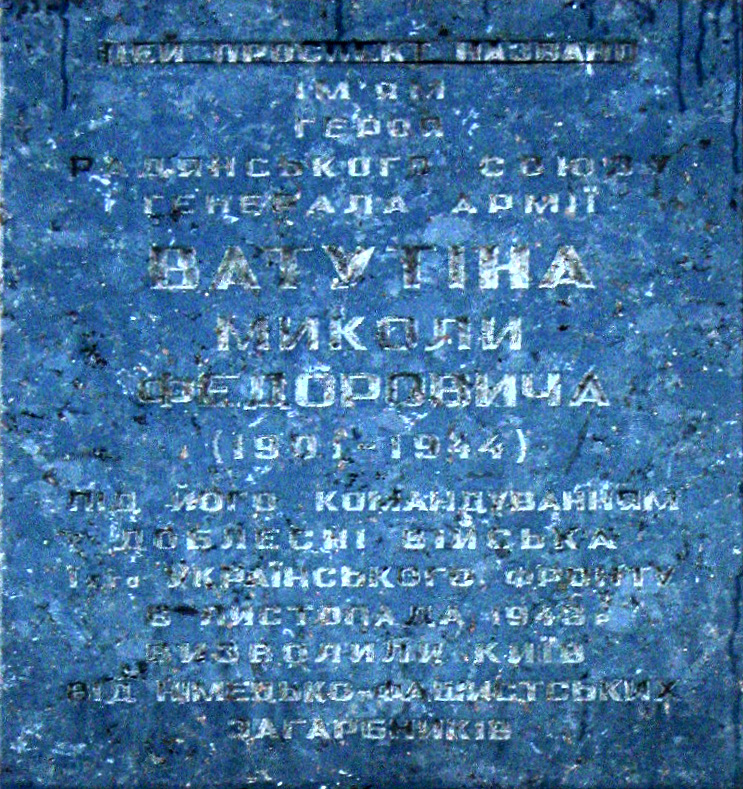
Анотаційна дошка на будинку № 14 (демонтована у жовтні 2020 року)

## Зауваження
1. ↑  Починаючи з 1.1.2019 року рішення Київради вже не потрібно оприлюднювати в газеті «Хрещатик» й вони набувають після офіційного оприлюднення на сайті Київміськради kmr.gov.ua у розділі "Нормотворча діяльність"; формально, коли було оприлюднено рішення про перейменування проспекту з Ватутіна на Шухевича то згідно з тогочасним законодавством та текстом проголосованого проекту рішення мало би бути оприлюднене в газеті «Хрещатик» аби набути чинності